# Iontová polymerizace
Iontová polymerizace je druh polymerizační reakce, při níž jsou aktivními centry ionty nebo páry iontů. Je protějškem radikálové polymerizace a dělí se na aniontovou adiční polymerizaci a kationtovou polymerizaci.
Podobně jako radikálová polymerizace je iniciována reaktivní sloučeninou. U kationtové polymerizace jsou vhodnými iniciátory komplexy halogenidů titanu, boru, cínu a hliníku s vodou, alkoholy nebo oxoniovými ionty, podobně jako silné kyseliny a jejich soli, například KHSO4. Naproti tomu mohou alkalické kovy (jako lithium, sodík a draslík, a jejich organické sloučeniny, být iniciátory aniontové polymerizace. U obou druhů iontové polymerizace se kromě náboje na konci prodlužujícího řetězce tvoří též protiion, který má oproti iniciátoru opačný náboj. Jelikož je třeba, aby tento náboj zůstal stabilní, tak je množství monomerů, u kterých lze prakticky provést iontovou polymerizaci, menší, než u polymerizace radikálové. Stabilní polymerizační kationty vznikají pouze tehdy, když monomer obsahuje skupiny uvolňující elektrony, zatímco stabilní polymerizační anionty vznikají, pouze pokud monomer obsahuje skupinu, která odebírá elektrony.
Zatímco na rychlost radikálové polymerizace má vliv pouze chemie monomeru a stabilita možných radikálů, tak úspěšnost iontové polymerizace značně závisí i na reakčních podmínkách. Nízká čistota monomeru vede k předčasné terminaci, rychlost reakce je zase výrazně ovlivněna vlastnostmi použitého rozpouštědla. Slaběji koordinované a solvatované dvojice iontů poskytují reaktivnější, rychleji se prodlužující, řetězce. Molekuly s příliš vysokou polaritou narušují reakci ničením propagujících látek a nebo koordinací s ionty iniciátoru, a tak se málokdy používají. Jako rozpouštědla se nejčastěji používají nepolární sloučeniny, například pentan, nebo jen mírně polární, jako je chloroform.

## Využití
Díky polaritě aktivních skupin na polymerizujících se radikálech při iontových polymerizacích nedochází k terminaci spojením řetězců. Jelikož k propagaci náboje může dojít pouze při tvorbě kovalentní vazby s vhodným monomerem, tak nemůže dojít k terminaci skrz posun řetězce nebo disproporcionaci. Všechny polymerizující se ionty tak, na rozdíl od radikálové polymerizace, prodlužují řetězec po celou dobu trvání reakce. To vede ke vzniku monodisperzních polymerů, které mají řadu využití při analýze materiálů. Protože u iontů neprobíhá samoterminace, tak se mohou adicemi dalších monomerů tvořit kopolymery.
Iontová polymerizace se mimo jiné používá k výrobě:
- Kalibračních standardů pro gelovou chromatografii
- Mikrofázových separačních kopolymerů
- Termoplastických elastomerů